# Estação Ferroviária de Quintos
A Estação Ferroviária de Quintos é uma interface encerrada do Ramal de Moura, que servia a localidade de Quintos, no concelho de Beja, em Portugal.

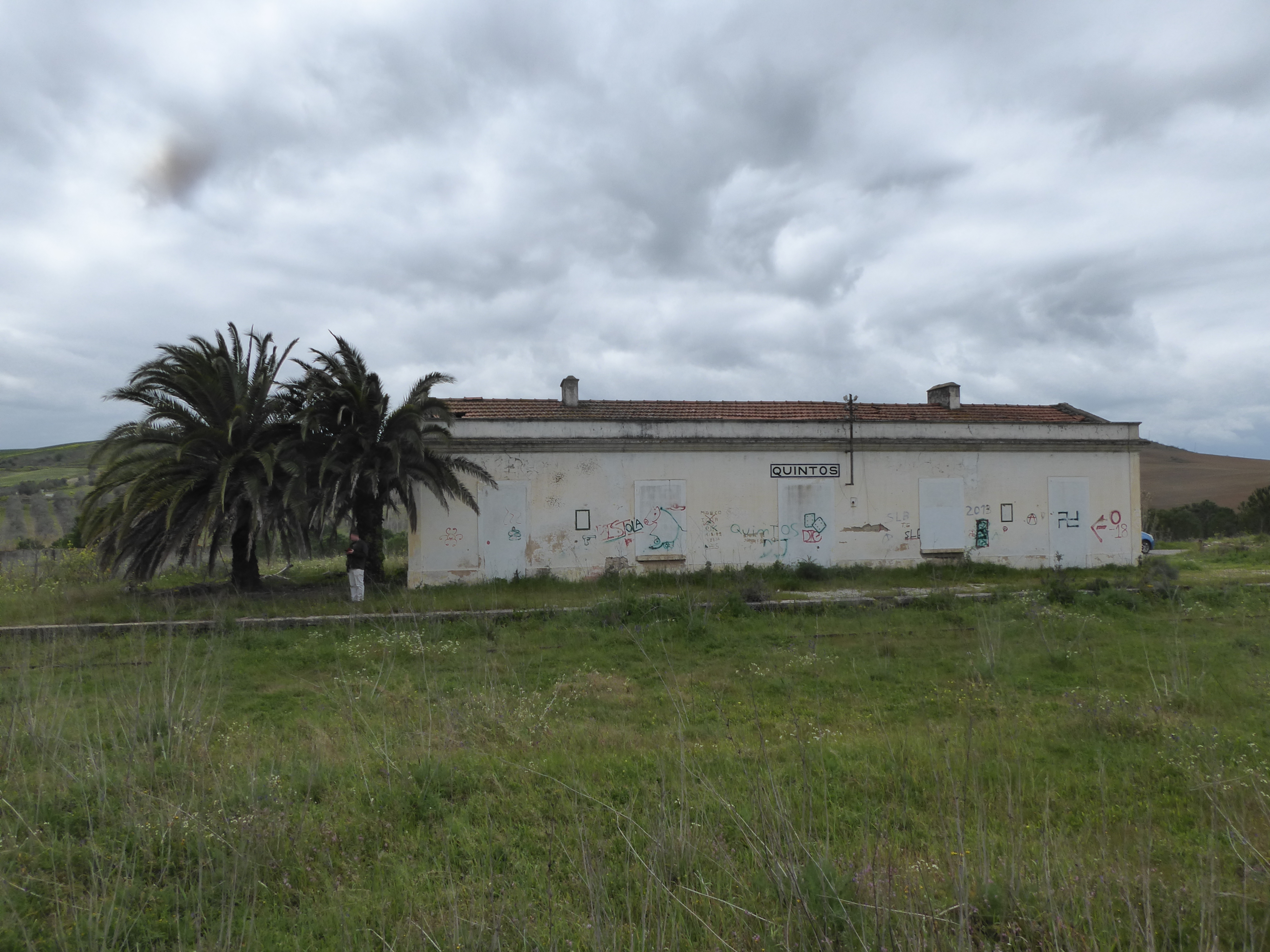
Antiga estação de Quintos, em 2016.

## História
Em 1864, foi formada uma comissão técnica luso-espanhola para estudar as ligações por caminho de ferro entre os dois países, tendo-se planeado uma linha desde Portugal até Sevilha por Huelva. Assim, foi assinado um acordo internacional para uma via férrea desde Quintos até à fronteira espanhola, no sentido de Huelva.
O lanço do Ramal de Moura entre Beja e Quintos foi aberto em 2 de Novembro de 1869, enquanto que o lanço seguinte, até Serpa, entrou ao serviço em 14 de Abril de 1878.  No entanto, em 1902 foi decretado o Plano da Rede ao Sul do Tejo, o qual suprimiu todas as linhas internacionais planeadas, e introduziu uma nova linha, que seria paralela à fronteira até ao porto fluvial do Pomarão. Estas modificações foram introduzidas por exigência das autoridades militares, que receavam que a construção de linhas férreas internacionais a Sul da Serra de Ossa criasse uma ameaça à defesa nacional. Em 1927, o governo espanhol aprovou o plano para um caminho de ferro desde Gibraleón, perto de Huelva, até à fronteira portuguesa em Paymogo, que serviria para reduzir o percurso de Sevilha a Lisboa, embora esta linha tivesse maior importância do ponto de vista militar do que económico.
O Ramal de Moura foi encerrado em 2 de Janeiro de 1990, como parte de um programa de reestruturação da empresa Caminhos de Ferro Portugueses.
Em 13 de Outubro de 2023 foi lançado o concurso para a reabilitação e aproveitamento turístico da estação de Quintos, no âmbito do programa estatal do Fundo Revive Natureza.